# Idrísové
Idrísové (arabsky الأدارسة; al-Adārisah) byli arabská muslimská dynastie vládnoucí Maroku v letech 788 až 974. Jméno dynastie odvodili od svého zakladatele Idríse I., pravnuka Hasam ibn Aliho. Idrísové jsou považováni za zakladatele prvního marockého státu.

## Náboženství
Idrísové byli popisování jako sunnitští muslimové, zatímco akademikové je považuje ši'ítské muslimy. Byli oponenty Abbásovců, kteří v té době měli v rukou chálífát.

## Historie
Zakladatel dynastie, Idris ibn Abdallah (788-791) byl potomkem Alího, bratrance islámského proroka Mohammeda a manžela prorokovy dcery Fátimy. Po bitvě u Fakhkhu nedaleko Mekky, kde se utkali Abbásovci proti potomkům proroka Mohammeda, Idrís utekl do Maghrebu. Nejdříve odešel do Tangeru tehdy nejdůležitějšího města Maroka a v roce 788 se usadil ve Volubilis.
Mocní arabští Berbeři z Volubilis mu nabídli azyl a jmenovali jej imámem (náboženským vůdcem). Kmen Awraba podporoval Kusailu v letech v 70. a 80. letech 7. století, kdy bojoval proti Umajjovcům. V druhé polovině 8. století se usadili v severním Maroku, kde jejich vůdce Išhak vládl v římském městě Volubilis. V této době byli již členové kmene muslimové, ale žili v oblasti, kde převládalo křesťanství, judaismus, sekta Cháridža nebo pohané. Kmen Awraba tak vnímal přijetí imáma jako způsob, jak posílit svou politickou moc. Idrís I., který byl velmi aktivní v politické organizaci kmene, se stal hlavní autoritou a snažil se vytlačit křesťanské a židovské kmeny z tohoto území. V roce 789 založil na jihu města Volubilis osadu nazvanou Medinat Fas. V roce 791 byl Idrís otráven a zabit špehem Abbásovců. Zemřel bez mužských potomků, avšak zanedlouho po jeho smrti porodila jeho manželka Lalla Kanza Uqba al-Awrabi jediného syna a následníka, Idríse II. Chlapce vychovával Idrísův přítel Rašíd a převzal na sebe dočasně vládu. V roce 801 byl ale Rašíd také zabit Abbásovci. O rok později, ve svých jedenácti letech, se Idrís II. prohlásil imámem.
I když Idrís II. rozšířil své území na většinu severní části Maroka, byl stále závislý na podpoře kmene Awraba. Moc kmene pak postupně oslabil tím, že jmenoval vezírem a kádím muže ze svých vlastních řad. Ztratil tím podporu kmene a stal se nezávislým vládcem. Vůdce kmene Išhak pak odpověděl tím, že uzavřel alianci s tuniským kmenem Aglabíjovců. Idrís poté nechal Išhaka v roce 809 zabít a ve městě Fes založil osadu pod názvem Al-'Aliya. Z města pak udělal hlavní obchodní centrum Berberů. Zde pak uvítal dvě arabské migrace - první v roce 808 z Cordóby a druhou v roce 824 z aglabíjovského Tuniska. Arabům tak nabídl lepší město než bylo Maghreb. Když v roce 828 zemřel, stát už sahal od západu Alžírska až po jih Maroka a stal se hlavním arabským státem.
Po smrti Idríse II. se království rozdělilo mezi jeho syna a nástupce Mohammeda (828–836) a jeho 7 bratrů, čímž se v Maroku a Alžírsku vytvořilo osm hrabství. Mohamed vládl městu Fes a ze všech bratrů měl největší moc. Během této doby se stala arabská a islámská kultura vyhlášenou a marocká města těžila hlavně díky obchodu, kterému dominovali muslimští (převážně berberští) obchodníci.
Nicméně arabská a islámská kultura se uplatňovala pouze ve městech, přičemž převážná většina marocké populace hovořila berberskými jazyky. Islámské doktríny zde byly silně uplatňovány. Idrísové byli hlavními vládci měst a ztráceli kontrolu nad populací země. Vládnoucí dynastie byla silně ovlivně Berbery a vyrovnala se marockému kmenu Zenata. Již v 70. letech 9. století byli Idrísové označováni za Berbery. Během 11. století berberizace zvítězila až do takové míry, že se Idrísovci začlenili mezi běžné berberské obyvatele státu. V 11. století vznikla mezi Berbery dynastie Hammúdovců, která postupně ovládla marocká města a jižní Španělsko.
V roce 868 mezi berberskými kmeny Madyuna, Ghayata a Miknasa, vznikla poblíž města Fes armáda proti Idrísům. Společně zabili Ali ibn Omara a okupovali nadále město. Jeho bratr Yahya znovu převzal město do rukou Idrísů v roce 880 a prohlásil se za nového vládce. Idrísové poté několikrát na kmeny útočili, ale nikdy se jim nepodařilo získat ztracená území zpět.

## Dynastie

### Vládci
- Idrís I. Marocký (788 – 791)
- Idrís II. Marocký (791 – 828)
- Muhammad ibn Idrís (828 – 836)
- Alí ibn Muhammad (836 – 838)
- Yahya ibn Muhammad (848 – 864)
- Yahya ibn Yahya (864 – 874)
- Alí ibn Umar (874 – 883)
- Yahya ibn al-Kasím (883 – 904)
- Yahya ibn Idris ibn Umar (904 – 917)

Fátímovský chalífát (vláda tomuto útvaru)
- Al-Hajjam al-Hasan ibn Muhammad ibn al-Kasim (925 – 927)
- Al-Kasím Guennoun (937 – 948)
- Abul-Aish Ahmad (948 – 954)
- Al-Hasan ibn Kannun (954 – 974)

### Další větve rodu
- Dynastie Hammudí v al-Andalus (1016 – 1058)
- Idrísové v Maroku (1465 – 1471)
- Idrísský emírát v Asiru (1906 – 1924)
- Senussiové v Libyi (1918 – 1969)